# Ned's Project
Pour plus de détails, voir Fiche technique et Distribution.
Ned's Project est un film philippin réalisé par Lemuel Lorca, sorti en 2016. 

## Fiche technique
- Titre : Ned's Project
- Réalisation : Lemuel Lorca
- Scénario : John Paul Bedia
- Musique :
- Production :
- Sociétés de production :
- Sociétés de distribution :
- Pays d’origine :  Philippines
- Budget :
- Langue : Filipino, tagalog
- Durée : 90 minutes (1 h 30)
- Format :
- Genre : Drame
- Dates de sortie
  -  Philippines : 16 mars 2016 au Cinefilipino Film Festival

## Distribution
- Angeli Bayani : Ned
- Max Eigenmann
- Biboy Ramirez
- Ana Abad-Santos
- Lui Manansala
- Dionne Monsanto
- T.J. Dela Paz
- Kristine Kintana
- Joshua Bulot
- Star Orjaliza
- Tomas Miranda